# Kanton Le Lauzet-Ubaye
Der Kanton Le Lauzet-Ubaye war bis 2015 ein französischer Wahlkreis im Arrondissement Barcelonnette, im Département Alpes-de-Haute-Provence und in der Region Provence-Alpes-Côte d’Azur. Er umfasste fünf Gemeinden, Hauptort (frz.: chef-lieu) war Le Lauzet-Ubaye. Die landesweiten Änderungen in der Zusammensetzung der Kantone brachten im März 2015 seine Auflösung. Sein letzter Vertreter im conseil général des Départements war von 2001 bis 2015 Jean-Claude Michel.

## Gemeinden
1. La Bréole
2. Le Lauzet-Ubaye
3. Pontis
4. Méolans-Revel
5. Saint-Vincent-les-Forts